# Cedric Rieger
Cedric Rieger (29 maggio 1987) è un arciere tedesco.

## Palmarès
- Giochi europei

Minsk 2019: bronzo nella gara a squadre mista